# Cueva de Kungur
La cueva de Kungur (en ruso: Кунгурская пещера; también llamada Cueva de Hielo de Kungur) es una cueva cárstica localizada en la margen derecha del río Sylva, en los montes Urales, cerca de la ciudad de Kungur, en el krai de Perm de la Federación de Rusia La cueva es famosa por sus formaciones de hielo y es un punto de referencia turístico muy popular.
La cueva de Kungur se conoce desde 1703, cuando el zar Pedro el Grande promulgó el decreto de un Protocolo de Entendimiento con el conocido geógrafo Remezov de Tobolsk enviándolo a Kungur. Él realizó el primer esbozo de la cueva.
La cueva como lugar de excursión se utiliza desde 1914 y cuenta con 3 recorridos para las visitas.